# Lokomotiva SM04

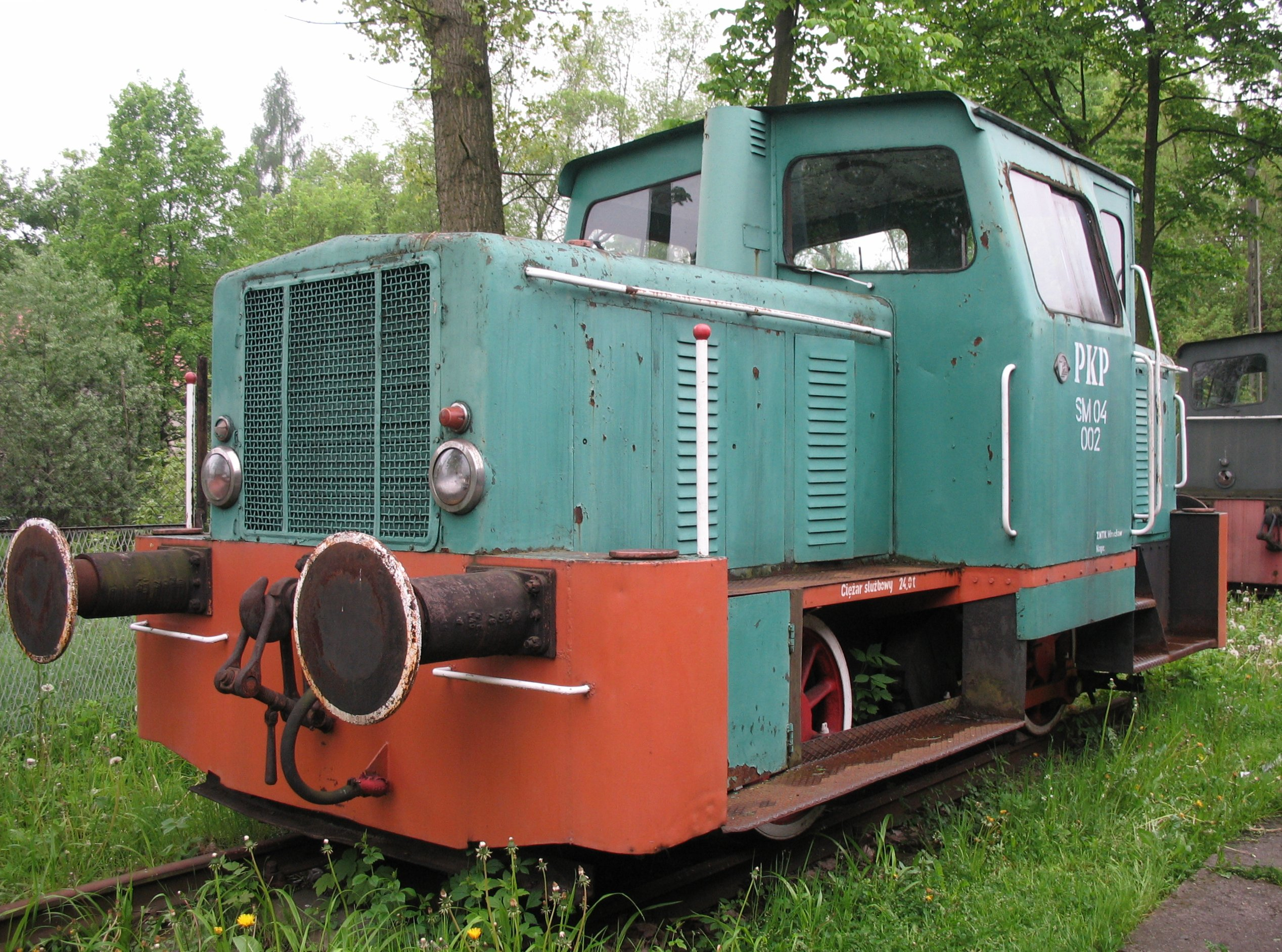
SM04-002 v Chabówce

SM04 (stroje dodané do průmyslu označeny jako 409Da, v ČR řada 706.45) je motorová lokomotiva vyráběná v letech 1972 az 1995 v továrně Zastal, v Zelené Hoře.
Lokomotivy tohoto typu byly používány především k přepravě zboží při výrobě a zpracování dřeva na lesní železnici, zřídka na osobní přepravu. Bylo vyrobeno asi 864 kusů.